# Gaetano Rampin
Gaetano Rampin (Padova, 6 luglio 1936 – Padova, 25 dicembre 2020) è stato un attore e mimo italiano.

## Biografia
Si diplomò presso la Scuola di Teatro dell'Università degli Studi di Padova dove si laureò in Lettere.
Nel 1963 partecipò alla trasmissione televisiva “Gran Premio" nel “Il Rinoceronte” di Eugene Jonesco con la regia di Romolo Siena. 
Negli anni '60 insegnò fonetica e mimo alla Scuola di Teatro dell'Università degli Studi di Padovaospitando figure di primo piano della scena europea come Jerzy Grotowski, Marcel Marceau e Rafael Alberti. Nel 1970 fu tra i fondatori con Tonino Micheluzzi e Costantino de Luca della “Compagnia delle Tradizioni Venete” e della Scuola Regionale di Teatro con Checco Rissone e Costantino de Luca dove insegnò recitazione con Arnoldo Foà, Tino Schirinzi, Nico Pepe. Nell'ambito delle “Giornate Ruzantiane” organizzate dal Comune e dall'Università di Padova, debuttò come regista nell'opera “Fiorina di Ruzante in casa Cornaro”. Dal 2002 al 2007 fu consigliere di amministrazione del Teatro stabile del Veneto "Carlo Goldoni".
Fu poi docente dell'Accademia del teatro in lingua veneta e dagli anni 90 collaborò con il Comune di Padova, in qualità di animatore culturale organizzando laboratori e incontri culturali. Pubblicò il libro Il teatro dell'Università di Padova dal 1963 al 1971 Edizioni Provincia di Padova 2005
Gaetano Rampin è morto il giorno di Natale del 2020 all'età di 84 anni per complicazioni da COVID-19. 

## Filmografia
- L'ingenua, regia di Gianfranco Baldanello (1975)
- Il gatto dagli occhi di giada, regia di Antonio Bido (1977)
- Anni 90 - Parte II, regia di Enrico Oldoini (1993)
- Occhio di falco - serie TV (1996)
- La bruttina stagionata, regia di Anna Di Francisca (1997)
- Un maresciallo in gondola - film TV (2002)
- My Name Is Ernest, regia di Emilio Briguglio (2014)
- Il leone di vetro, regia di Salvatore Chiosi (2014)

## Teatro
- Nina non fare la stupida, regia di Costantino De Luca[7]
- Sior Todero Brontolon, regia di Toni Andreetta
- Re Cervo, regia di Alessandro Brissoni
- Le Olimpiadi dei Clown, regia di Guido Rebustello[8]

### Onorificenze
- Nel 1998 la città di Padova gli conferì il titolo di "Padovano Eccellente"[9]